# Batha Ouest
Batha Ouest là một tỉnh của Chad ở vùng Batha, một vùng của Chad với thủ phủ là Ati.

## Hành chính
Tỉnh gồm 3 phó tỉnh (sous-préfectures):
- Ati
- Djedaa
- Koundjourou